# Zwarte appelbes
Zwarte appelbes (Aronia melanocarpa) is een bladverliezende struik, inheems in de oostelijke Verenigde Staten. Hij wordt zelden hoger dan 1 meter maar groeit een heel enkele keer tot 3 meter hoogte. Vermeerdert zich via uitlopers. De bladeren zijn niet kleiner dan 6 cm. De bloemen zijn wit met een diameter van 1,5 cm. De vruchten zijn zwart met een diameter van 6–9 mm.
Naast de gewone zwarte appelbes is er ook de hybride met dezelfde naam. Deze zwarte appelbes is waarschijnlijk een natuurlijke hybride tussen de  zwarte appelbes (Aronia melanocarpa) en de rode appelbes (Aronia arbutifolia). De hybride wordt soms ook wel bastaardappelbes genoemd ter onderscheid van de zwarte appelbes.